# Hurrita

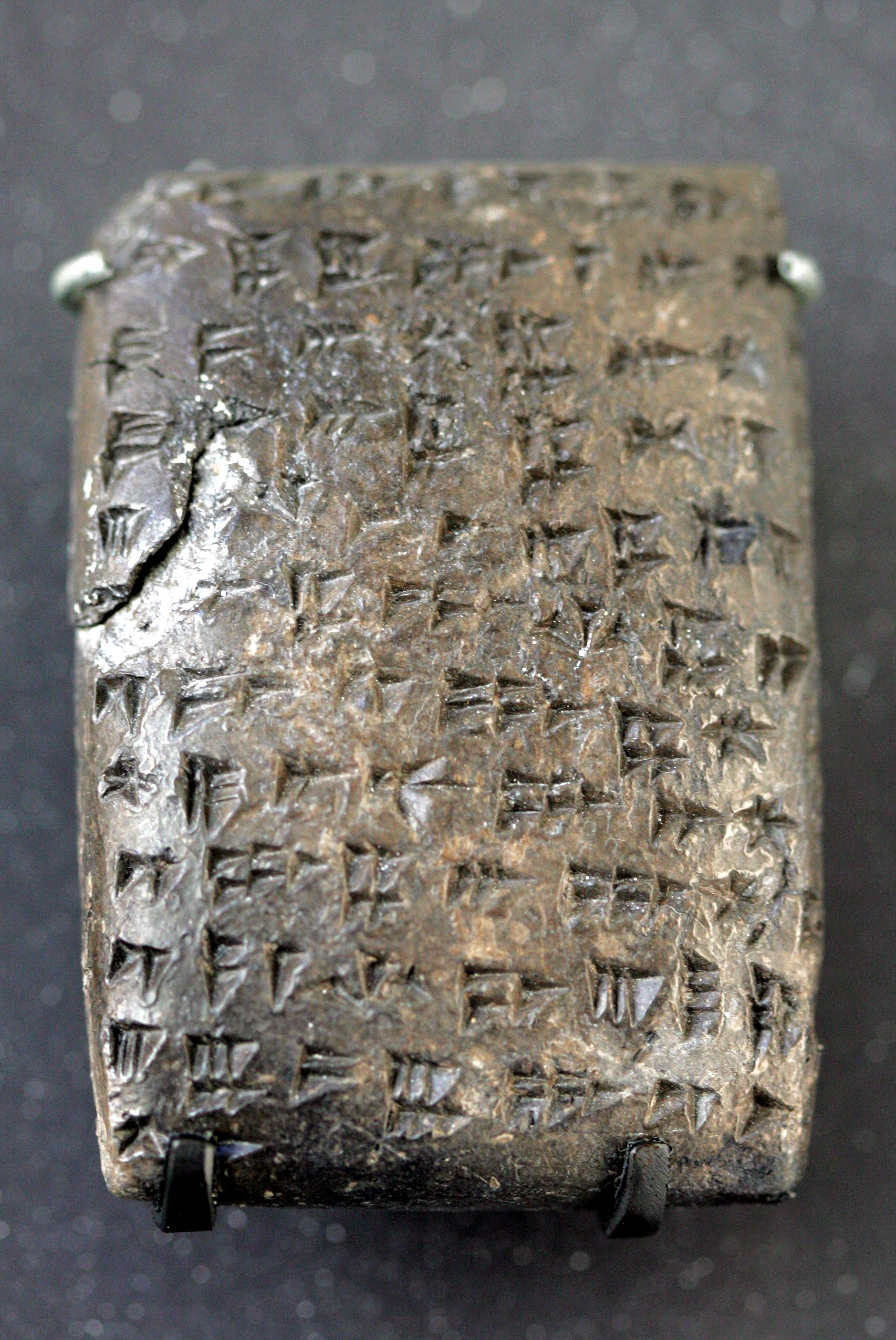
Escriptura cuneïforme hurrita

La llengua hurrita era una de les llengües hurrourartianes. Actualment és una llengua extinta.

## Característiques
Era una llengua ergativa aglutinant. Tenia sufixos i no utilitzava prefixos, amb partícules associatives i dotada d'un complex sistema verbal. No està relacionada amb les llengües dels seus veïns indoeuropeus o semites, i només està emparentada amb l'urartià.
Molts noms hurrites es retroben també en el kurd, i un dialecte kurd, l'huramo o hewrami (districte de Hewraman) és el més proper de la llengua hurrita. Cap a l'any 2000 aC van adoptar l'escriptura cuneïforme, la qual cosa va permetre traduir-ne el llenguatge, però desgraciadament s'han trobat molt pocs texts en llengua hurrita, alguns a Hattusa, Ugarit i Tell al-Amarna.

## Història
Els hurrites van formar un estat molt poderós, Mitanni (que alguns textos anomenen Hurri, o Hanigalbat), situat a la zona oriental d'Anatòlia, quasi a les fonts del Tigris i l'Eufrates. Els documents que s'han preservat en llengua hurrita procedeixen tots del país dels hitites, i no serveixen per la reconstrucció de la història de Mitanni, ja que contenen només textos religiosos, literaris i lexicològics. Però per altres documents sobre Mitanni, sobretot els que s'han trobat a Egipte, sembla que Mitanni estava governat per una aristocràcia d'origen indoari, com es dedueix dels noms dels déus i dels tractats signats amb els egipcis i amb els hitites, en què els noms dels reis pertanyen clarament a les llengües indoàries.
La influència de la llengua hurrita sobre la llengua hitita es va donar sobretot durant l'Imperi hitita mitjà, i la cultura hurrita va servir d'enllaç entre els hitites i Mesopotàmia. La influència hurrita és notable en la literatura conservada dels hitites. A la part final de l'Imperi hitita, la llengua hurrita va tenir encara importància, quan grans personatges que procedien de Kizzuwatna, que eren luvites molt influenciats culturalment pels hurrites, van tenir molt de relleu en els regnats d'Hattusilis III i de Tudhalias IV. Els hurrites van estar sotmesos als hitites des de Subiluliuma I, i van exercir el control del seu territori organitzant estats vassalls, com ara Carquemix. A partir de la invasió dels pobles de la mar, cap a l'any 1185 aC, sembla que aquesta llengua va desaparèixer, i només en van quedar mostres als topònims.